# Puigpedregós
El Puigpedregós és una muntanya de 539 metres que es troba entre els municipis de Riudecanyes i de Vilanova d'Escornalbou, a la comarca catalana del Baix Camp.